# ウリミバエ

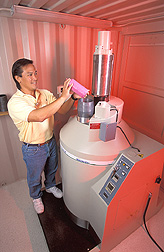
野外に放つ前に不妊化を行う

ウリミバエ（瓜実蠅、学名: Bactrocera cucurbitae）は、ハエ目（双翅目）ミバエ科に属するハエの一種。東南アジア原産。
日本では南西諸島に外来種として侵入して重要な農業害虫となったが、不妊虫放飼法により根絶された。日本の侵略的外来種ワースト100に選定されている生物中で、唯一根絶に成功した種である。

## 分布
東南アジア原産。アフリカの一部、インド、オーストラリア、ミクロネシア、ハワイといった広い地域に分布が拡大している。

## 特徴
体長7-8mm。孵化してから20 - 30日ほどで成虫になり、10日ほどで交尾を行い、メスは腹の先にある産卵管を果実に突き刺し、その中に卵を産み付ける。一生（2 - 3箇月）で1000個以上の卵を産むといわれている。その名のとおりスイカやキュウリなどのウリ類を食べるが、他にもツルレイシ（ゴーヤー）、トマトやピーマン、パパイヤといった様々な植物へ加害する。野生植物も宿主とし、沖縄ではオキナワスズメウリがよく宿主となる。

## 外来種問題
日本では、1919年に八重山列島で初めて存在が確認され、その後も1929年に宮古列島、1970年に久米島、1972年に沖縄本島、1973年に与論島と沖永良部島、1974年に奄美群島、1977年に大東諸島と分布が拡大していった。
ウリミバエはウリ類などの農作物に深刻な被害を発生させる。日本生態学会では、本種を日本の侵略的外来種ワースト100に選定している。これ以上の分布拡大を阻止するため、植物防疫法によって発生地から本種の寄生植物の移動が規制されている。
ウリミバエを防除する方法として、不妊虫放飼と呼ばれる手段がとられた。これは、羽化2日前にガンマ線を照射して不妊化した飼育個体を大量に野外へ放虫し野生個体の繁殖を阻止する方法で、個体数を減らし、最終的に根絶を目指すものである。繁殖力が高く、世代交代が早いハエ類だからこそ効果を発揮する方法で、ウリミバエに対するこの技術はマリアナ諸島で1963年に確立された。不妊雌は繁殖能力がないものの、交尾行動は正常に行う。また、不妊雌は産卵管を果実に挿入して被害を出すことは極めて少ない。
しかし、マリアナ諸島での根絶以後は世界50の地域で試されたものの、一度も成功していなかった。原因は個体数の把握ができなかった事にあり、そこで採用されたのがマーキング法（一区画に仕掛けられたトラップに入ったマークしたオスと野生のオスの割合に基づき、その区画の個体数を割り出し、最終的に島全体のウリミバエの数を推定する）と呼ばれる調査方法である。その結果、実験地に選ばれた久米島では約250万匹のオス（メスも同数として約500万匹）が生息しているのをはじめ、沖縄全体では最終的に3億匹まで増殖した。
不妊虫の生産は石垣島にあった増殖施設で始められ、当初は週100万匹の生産だったが、後に大規模な増殖工場が建設されて週に1-2億匹を生産できる体制を整えた。久米島ではバケツに入れた蛹が羽化して放飼する方法を採ったが、沖縄諸島等では米軍基地の敷地内を含め、ヘリコプターなどを使って週に250-400万匹が放虫された。
その結果、1978年（昭和53年）に久米島、1987年（昭和62年）に宮古群島で根絶が確認され、さらに沖縄群島でも根絶が確認されて1990年（平成2年）に沖縄群島ウリミバエ根絶記念式典が開催された。沖縄県全域での根絶が確認され、1993年10月30日に沖縄県ウリミバエ根絶宣言が発表された。
根絶までの累計放虫数は625億匹、経費は全体で204億円に上る。これによりゴーヤー（ツルレイシ）の本土への出荷が可能になった。根絶に成功した現在でも、再侵入の危険性が高いと予想される地域では、不妊虫放飼が継続されている。
2001年（平成13年）11月13日、このウリミバエ根絶の様子を描いたNHK「プロジェクトX〜挑戦者たち〜」「8ミリの悪魔 VS 特命班 〜最強の害虫・野菜が危ない〜」が放映された。
- 奄美群島での防除

沖縄の北に位置する奄美群島では、沖縄本島に定着した翌年の1973年に群島南部の与論島、沖永良部島、1974年には残りの北部三島に定着したため、1975年には群島全体がウリミバエ発生地域に指定され、農産物の移動禁止・制限措置が取られた。そこで鹿児島県では1979年から不妊虫放飼法による防除を開始した。防除効果を高めるため、喜界島、奄美大島（と周辺離島）、南3島（徳之島、沖永良部島、与論島）の3地域ごとに、まず農薬散布によって野生の個体密度をできる低減させ（密度抑圧防除）、その後不妊虫放飼を行った。1981年に群島北部の喜界島を皮切りに、1985年９月から奄美大島で、1987年5月からは南部3島で不妊虫放飼を開始した。放虫にあたり奄美大島では平坦部48203～50703haに対しては毎週2240～3264万匹を基準に地上放飼を、地上放飼の困難な山間部や離島の31250～34650haに対しては毎週500～800万匹を基準にヘリコプターによる放飼を行った。徳之島の山間部の放飼でもヘリコプターが使われた。その結果、喜界島では放飼開始から15か月後、奄美大島では9か月後、南3島では10か月後から寄生果実が発見されなくなり、沖縄県に先駆けて、それぞれ1985年、1987年、1989年にウリミバエ発生地域指定が順次解除された。なお解除後も再侵入を警戒して不妊虫放飼は引き続いて行われ、1993年までで群島全体の放飼虫数は119億匹であった。
- 2020年以降の再侵入

1993年までに日本国内のウリミバエは根絶されたが、2020年代に入ってウリミバエの異種の侵入が確認されたことにより、再び農作物への被害拡大の懸念が強まるようになった。
2024年3月14日に名護市でセグロウリミバエ(学名:Bactrocera tau(Walker))がトラップで見つかって以降、2025年5月までに沖縄本島の広い範囲、奄美群島の一部でも生息が確認された。
そのため、沖縄県では2025年4月以降に県内のウリ類などの農作物の持ち出しが制限され、関係機関が実施する検査に合格したもののみが県外への出荷を許可された。
同時にセグロウリミバエの防除(トラップによる誘殺や不妊虫放飼)も年内を目途に実施された。